# Shawn Antoski
Shawn Antoski (né le 25 mars 1970 à Brantford, dans la province de l'Ontario au Canada) est un joueur professionnel retraité de hockey sur glace. Son frère cadet, Shayne, a également joué brièvement en tant que professionnel, jouant au plus haut dans l'ECHL.

## Carrière
Antoski commence sa carrière dans la Ligue de hockey de l'Ontario, avec les Centennials de North Bay en 1987. Il y joue trois saisons et enregistre des totaux impressionnants au niveau pénalité : 163 minutes de pénalité la première année puis 201 les deux années suivantes.
Ses talents de bagarreur attirent l'attention des recruteurs de franchises de la Ligue nationale de hockey et il est choisi lors de la première ronde du repêchage d'entrée de 1990. Il est le deuxième choix des Canucks de Vancouver après Petr Nedvěd, le 18e joueur choisi au total.
Il signe son premier contrat professionnel et est assigné à l'équipe affiliée dans la Ligue internationale de hockey, les Admirals de Milwaukee. Au cours des trois saisons qui vont suivre, il va passer beaucoup de temps dans les championnats mineurs tentant de se faire une place dans l'effectif des Canucks. Il la trouve finalement lors de la saison 1993-1994 en jouant une cinquantaine de matchs de la saison régulière puis seize matchs lors des séries éliminatoires.
Au cours de la saison suivante, il quitte la franchise et rejoint les Flyers de Philadelphie en retour de Josef Beránek. Il a de plus en plus de temps de jeu, atteignant son total personnel de matchs joués en 1995-1996 avec 64 matchs et 204 minutes de pénalités.
Le 13 juillet 1996, il signe un contrat en tant qu'agent libre avec les Penguins de Pittsburgh puis il est échangé avec Dmitri Mironov en retour de Alex Hicks et de Fredrik Olausson après 13 matchs de la saison. Il rejoint alors les Mighty Ducks d'Anaheim mais ne joue que deux matchs avant de manquer le reste de la saison, se remettant d'un problème de hernie.
Il revient au jeu pour la saison 1997-1998 mais doit définitivement raccrocher ses patins après un accident qu'il subit dans une voiture conduite par son cousin le 24 novembre 1997. Dans un premier temps, Antoski ressent seulement des douleurs aux côtes mais finalement, il s'avère que son crâne est touché et il doit mettre fin à sa carrière.

## Statistiques
Pour les significations des abréviations, voir Statistiques du hockey sur glace.
| Saison     | Équipe                   | Ligue      |     | Saison régulière | Saison régulière | Saison régulière | Saison régulière | Saison régulière |   | Séries éliminatoires | Séries éliminatoires | Séries éliminatoires | Séries éliminatoires | Séries éliminatoires |
| Saison     | Équipe                   | Ligue      | PJ  | B                | A                | Pts              | Pun              | PJ               | B | A                    | Pts                  | Pun                  |                      |                      |
| 1987-1988  | Centennials de North Bay | LHO        | 52  | 3                | 4                | 7                | 163              | 4                | 0 | 0                    | 0                    | 4                    |                      |                      |
| 1988-1989  | Centennials de North Bay | LHO        | 57  | 6                | 21               | 27               | 201              | 9                | 5 | 3                    | 8                    | 24                   |                      |                      |
| 1989-1990  | Centennials de North Bay | LHO        | 59  | 25               | 31               | 56               | 201              | 5                | 1 | 2                    | 3                    | 17                   |                      |                      |
| 1990-1991  | Canucks de Vancouver     | LNH        | 2   | 0                | 0                | 0                | 0                |                  |   |                      |                      |                      |                      |                      |
| 1990-1991  | Admirals de Milwaukee    | LIH        | 62  | 17               | 7                | 24               | 330              | 5                | 1 | 2                    | 3                    | 10                   |                      |                      |
| 1991-1992  | Canucks de Vancouver     | LNH        | 4   | 0                | 0                | 0                | 29               |                  |   |                      |                      |                      |                      |                      |
| 1991-1992  | Admirals de Milwaukee    | LIH        | 52  | 17               | 16               | 33               | 346              | 5                | 2 | 0                    | 2                    | 20                   |                      |                      |
| 1992-1993  | Canucks de Hamilton      | LAH        | 41  | 3                | 4                | 7                | 172              |                  |   |                      |                      |                      |                      |                      |
| 1992-1993  | Canucks de Vancouver     | LNH        | 2   | 0                | 0                | 0                | 0                |                  |   |                      |                      |                      |                      |                      |
| 1993-1994  | Canucks de Vancouver     | LNH        | 55  | 1                | 2                | 3                | 190              | 16               | 0 | 1                    | 1                    | 36                   |                      |                      |
| 1994-1995  | Canucks de Vancouver     | LNH        | 7   | 0                | 0                | 0                | 46               |                  |   |                      |                      |                      |                      |                      |
| 1994-1995  | Flyers de Philadelphie   | LNH        | 25  | 0                | 0                | 0                | 61               | 13               | 0 | 1                    | 1                    | 10                   |                      |                      |
| 1995-1996  | Flyers de Philadelphie   | LNH        | 64  | 1                | 3                | 4                | 204              | 7                | 1 | 1                    | 2                    | 28                   |                      |                      |
| 1996-1997  | Penguins de Pittsburgh   | LNH        | 13  | 0                | 0                | 0                | 49               |                  |   |                      |                      |                      |                      |                      |
| 1996-1997  | Mighty Ducks d'Anaheim   | LNH        | 2   | 0                | 0                | 0                | 2                |                  |   |                      |                      |                      |                      |                      |
| 1997-1998  | Mighty Ducks d'Anaheim   | LNH        | 9   | 1                | 0                | 1                | 18               |                  |   |                      |                      |                      |                      |                      |
| Totaux LNH | Totaux LNH               | Totaux LNH | 183 | 3                | 5                | 8                | 599              | 36               | 1 | 3                    | 4                    | 74                   |                      |                      |